# Municipio de South Fork (condado de Monroe)
El municipio de South Fork (en inglés: South Fork Township) es un municipio ubicado en el condado de Monroe en el estado estadounidense de Misuri. En el año 2010 tenía una población de 449 habitantes y una densidad poblacional de 2,26 personas por km².

## Geografía
El municipio de South Fork se encuentra ubicado en las coordenadas 39°22′57″N 91°50′23″O / 39.38250, -91.83972. Según la Oficina del Censo de los Estados Unidos, el municipio tiene una superficie total de 198.9 km², de la cual 196,52 km² corresponden a tierra firme y (1,2 %) 2,38 km² es agua.

## Demografía
Según el censo de 2010, había 449 personas residiendo en el municipio de South Fork. La densidad de población era de 2,26 hab./km². De los 449 habitantes, el municipio de South Fork estaba compuesto por el 99,33 % blancos, el 0,22 % eran afroamericanos y el 0,45 % eran de una mezcla de razas. Del total de la población el 0 % eran hispanos o latinos de cualquier raza.